# Raymond Saint-Gelais
Raymond Saint-Gelais (ur. 23 marca 1936 w Baie Saint-Paul) – kanadyjski duchowny rzymskokatolicki, w latach 1989-2011 biskup Nicolet.

## Życiorys
Święcenia kapłańskie przyjął 12 czerwca 1960. 5 lipca 1980 został prekonizowany biskupem pomocniczym Saint-Jérôme ze stolicą tytularną Diana. Sakrę biskupią otrzymał 31 lipca 1980. 19 lutego 1988 został mianowany biskupem koadiutorem Nicolet. 14 marca 1989 objął urząd ordynariusza. 11 lipca 2011 przeszedł na emeryturę.